# Avner Eisenberg
Pour les articles homonymes, voir Eisenberg.
Avner Eisenberg, connu comme Avner l'excentrique (Avner the Eccentric), né à Atlanta (Géorgie) le 26 août 1948 , est un acteur américain de vaudeville, clown, mime, jongleur et magicien manipulateur.

## Biographie
Avner Eisenberg a joué le rôle-titre du saint homme, « le Joyau », dans le film Le Diamant du Nil (1985) de Lewis Teague.